# NGC 7281
NGC 7281 (другое обозначение — OCL 238) — рассеянное скопление в созвездии Цефей.
Этот объект входит в число перечисленных в оригинальной редакции «Нового общего каталога».